# Palosuo-Inseln
Die Palosuo-Inseln (englisch Palosuo Islands, in Chile Islas Mutilla) sind eine Gruppe kleiner Inseln und Rifffelsen westlich der Antarktischen Halbinsel. Sie gehören zum Archipel der Biscoe-Inseln und liegen 2,5 km nördlich des Maurstad Point vor der Westseite der Renaud-Insel.
Die Inseln sind erstmals in einer argentinischen Landkarte aus dem Jahr 1957 verzeichnet. Das UK Antarctic Place-Names Committee benannte sie 1959 nach dem finnischen Ozeanographen Erkki Palosuo (1912–2007), zu dessen Forschungsschwerpunkten die Bildung von Meereis gehörte. Der Hintergrund der chilenischen Benennung ist nicht überliefert.